# Malek Ezzahi
Malek Ezzahi (arabe : مالك الزاهي), né le 9 juillet 1979 à Gafsa, est un homme politique tunisien.

## Biographie
Titulaire en 2006 d'une maîtrise en administration des affaires, il obtient en 2008 un master en économie et gestion des risques. En 2011, il obtient un autre diplôme en technique de communication et en technologie. Il est également expert et chef de service en assurance à partir de 2008.
Ancien militant de l'Union générale des étudiants de Tunisie, Ezzahi est aussi l'un des organisateurs des sit-in Kasbah 1 et Kasbah 2. Il est par ailleurs militant au sein de la Ligue tunisienne des droits de l'homme.
Directeur de la campagne électorale du président Kaïs Saïed en 2019 dans la circonscription de La Manouba, il a aussi participé à la coordination des négociations entre le gouvernement Mechichi, l'Union générale tunisienne du travail, les organisations de la société civile et la présidence de la République.
Le 11 octobre 2021, il est nommé ministre des Affaires sociales dans le gouvernement de Najla Bouden.

## Vie privée
Il est le fils du syndicaliste et ancien secrétaire général de l'Union générale tunisienne du travail, Mohamed Moncef Ezzahi, et petit-fils d'Abdjaouad Ezzahi, l'un des fondateurs du mouvement national tunisien en 1930.